# Raça paleoatlântica

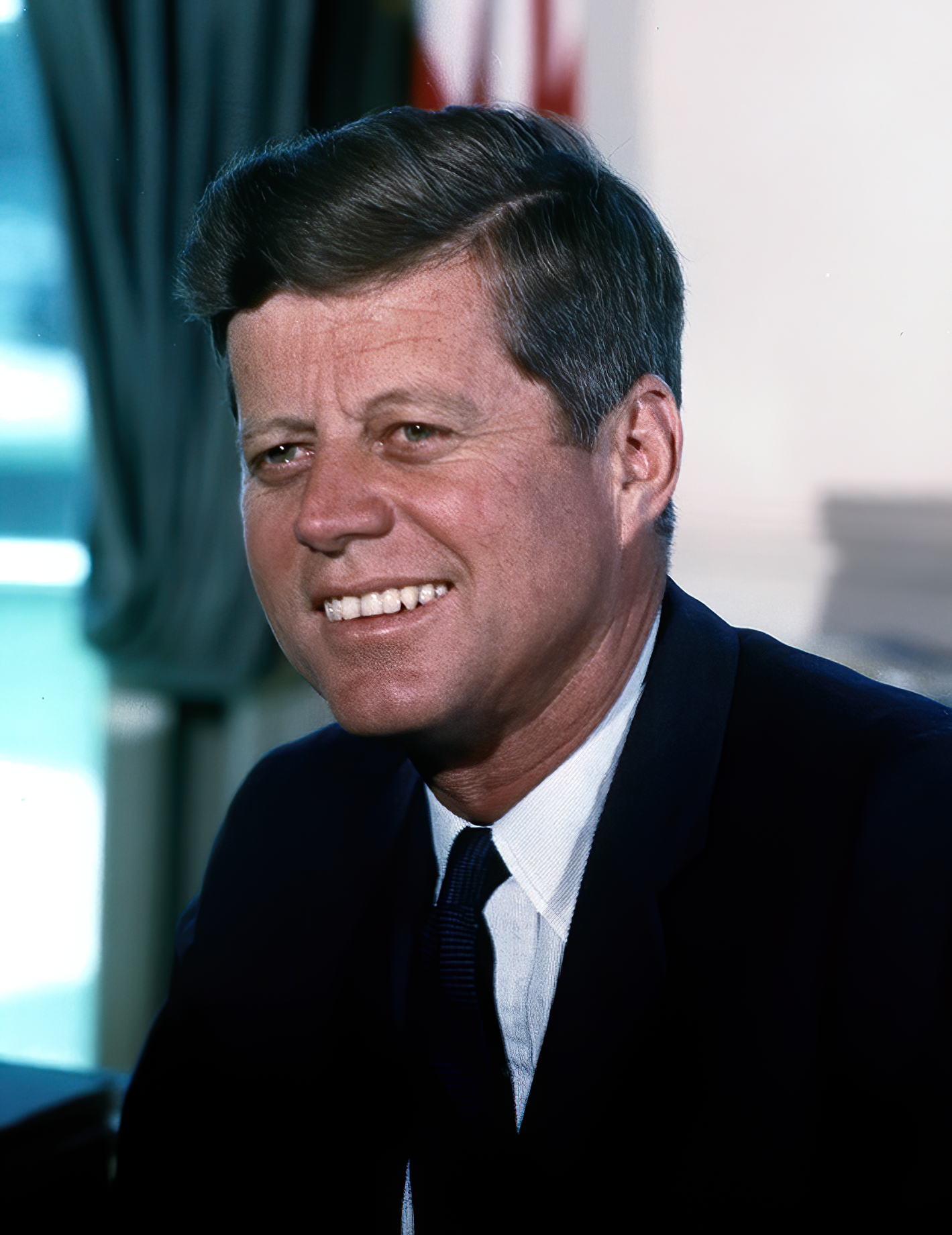
John F. Kennedy, associável à raça paleoatlântica

A raça paleoatlântica, de Brünn, de Tydal ou antiga estirpe negra é um conceito racial da antropologia física, historicamente utilizado para descrever um dos principais subgrupos da chamada raça caucasiana. É especialmente comum nos vales do sul da Noruega (especialmente Tydal), Dalarna, oeste da Escócia e Irlanda, com algumas definições englobando tipos do Magrebe e das Ilhas Canárias. É caracterizado por um crânio grande dolicocéfalo, grande estatura, especial robustez, grandes supercílios, rostos e narizes largos, muitos pelos e, em geral, pigmentação escura, apesar de haver populações despigmentadas. Foi citado por autores como William Z. Ripley, Carleton S. Coon e Bertil Lundman.